# Момичета! Момичета! Момичета!
„Момичета! Момичета! Момичета!“ (на английски: Girls! Girls! Girls!) е американски игрален филм (комедия, мюзикъл) от 1962 година на режисьора Норман Таурог, по сценарий на Едуард Анхалт и Алан Уейз. Оператор е Лоял Григс. Музиката във филма е композирана от Джоузеф Дж. Лили.

## Актьорски състав
| Роля                  | Изпълнител    |
| --------------------- | ------------- |
| Рос Карпентър         | Елвис Пресли  |
| Робин Гантнър         | Стела Стивънс |
| Лаурел Додж           | Лаурел Гудуин |
| Уесли Джонсън         | Джеръми Слейт |
| Кин Юнг               | Бенсън Фонг   |
| Сам Андърсън          | Робърт Щраус  |
| Пианист в груба Лондж | Джак Нитцше   |
| Артур Моргън          | Нестър Пайва  |
| Селска жена           | Линда Ранд    |